# Coupe du Liechtenstein de football 2006-2007
Navigation
Édition précédente Édition suivante
La coupe du Liechtenstein 2006-2007 de football est la 62e édition de la Coupe nationale de football, la seule compétition nationale du pays en l'absence de championnat.
Elle se dispute du 11 août 2006 au 1er mai 2007, avec la finale disputée au Rheinpark Stadion de Vaduz entre le FC Vaduz, tenant du titre depuis 1998, et le FC Ruggell.
Les 7 équipes premières du pays entrent au fur et à mesure des tours tout comme les équipes réserves (et même équipes C de certains clubs). Au total, 16 formations prennent part à la compétition.
Le FC Vaduz conserve le trophée en battant très facilement le FC Ruggell en finale (8-0). Il s'agit du 36e titre de l'histoire du club dans la compétition. Grâce à ce succès, le club assure sa participation à la prochaine édition de la Coupe UEFA.

## Premier tour
| Équipe 1             | Résultat | Équipe 2       |
| -------------------- | -------- | -------------- |
| FC Schaan II         | 0 - 4    | FC Triesen     |
| FC Triesenberg II    | 4 - 2    | FC Vaduz III   |
| FC Ruggell II        | 1 - 3    | FC Schaan II   |
| USV Eschen/Mauren II | 1 - 0    | FC Triesenberg |

## Deuxième tour
- Entrée en lice du FC Balzers II, FC Vaduz II, du FC Schaan et du FC Triesen II.

| Équipe 1             | Résultat        | Équipe 2      |
| -------------------- | --------------- | ------------- |
| FC Triesenberg II    | 2 - 1           | FC Vaduz II   |
| FC Triesen           | 1 - 4           | FC Schaan     |
| FC Triesen II        | 1 - 2           | FC Schaan II  |
| USV Eschen/Mauren II | 2 - 2 7 - 6 tab | FC Balzers II |

## Quarts de finale
- Entrée en lice du FC Vaduz, de l'USV Eschen/Mauren, du FC Ruggell et du FC Balzers, demi-finalistes de la dernière édition et exempts.

| Équipe 1          | Résultat | Équipe 2             |
| ----------------- | -------- | -------------------- |
| FC Triesenberg II | 0 - 1    | USV Eschen/Mauren II |
| FC Schaan II      | 2 - 3    | FC Ruggell           |
| FC Balzers        | 2 - 3    | USV Eschen/Mauren    |
| FC Schaan         | 0 - 6    | FC Vaduz             |

## Demi-finales
| Équipe 1             | Résultat | Équipe 2          |
| -------------------- | -------- | ----------------- |
| USV Eschen/Mauren II | 0 - 2    | FC Ruggell        |
| FC Vaduz             | 3 - 1    | USV Eschen/Mauren |

## Finale
| 1er mai 2007 | FC Vaduz                                                                                          | 8 - 0 | FC Ruggell | Rheinpark Stadion, Vaduz |                   |
|              | B. Fischer 2e · P. Faye 43e, 52e · Oehri 53e (csc) · Langlet 63e, 90+2e · Polverino 67e · Bem 86e |       |            | Spectateurs : 950        | Spectateurs : 950 |

- Le FC Vaduz se qualifie pour la Coupe UEFA 2007-2008.